# Municipio de Concord (condado de Fayette)
El municipio de Concord (en inglés: Concord Township) es un municipio ubicado en el condado de Fayette en el estado estadounidense de Ohio. En el año 2010 tenía una población de 901 habitantes y una densidad poblacional de 12,11 personas por km².

## Geografía
El municipio de Concord se encuentra ubicado en las coordenadas 39°28′26″N 83°32′7″O / 39.47389, -83.53528. Según la Oficina del Censo de los Estados Unidos, el municipio tiene una superficie total de 74.4 km², de la cual 74,35 km² corresponden a tierra firme y (0,08 %) 0,06 km² es agua.

## Demografía
Según el censo de 2010, había 901 personas residiendo en el municipio de Concord. La densidad de población era de 12,11 hab./km². De los 901 habitantes, el municipio de Concord estaba compuesto por el 97 % blancos, el 1,33 % eran afroamericanos, el 0,33 % eran amerindios, el 0,11 % eran asiáticos, el 0,22 % eran de otras razas y el 1 % eran de una mezcla de razas. Del total de la población el 1,22 % eran hispanos o latinos de cualquier raza.